# Johan Wahlgren (1854–1928)
Johan Wahlgren, född 6 oktober 1854 i Virestads församling, Kronobergs län, död 21 februari 1928 i Rättviks församling, Kopparbergs län, var en svensk hemmansägare och politiker. Wahlgren var hemmansägare i Stora Dicka i Folkärna socken (Dalarna) och 1900–1902 ledamot av andra kammaren, invald i Hedemora domsagas valkrets.